# José Abella
José Javier Abella Fanjul (Córdoba, 10 februari 1994) is een Mexicaans voetballer die doorgaans als rechtsachter speelt. In 2020 verruilde hij Santos Laguna voor Atlas Guadalajara. In 2018 debuteerde hij in het Mexicaans voetbalelftal . Abella is verre familie van Miguel Layún: hun grootmoeders zijn zussen.

## Clubcarrière
Abella werd op veertienjarige leeftijd opgenomen in de jeugdopleiding van Santos Laguna. Hij speelde bij Santos Casino, een semi-amateuristisch elftal verbonden aan Santos, actief op het derde competitieniveau van Mexico. In Torreón werd Abella in 2012 voor het eerst bij het A-elftal van Santos Laguna gehaald, na vijf jaar op jeugdniveau gespeeld te hebben. Hij had zich ontwikkeld tot rechtsachter, hoewel hij ook in staat is op de linksachterpositie te spelen. Op 20 september 2012 speelde Abella zijn eerste wedstrijd in het betaald voetbal, een groepsduel in de CONCACAF Champions League 2012/13 tegen CD Águila uit El Salvador. Rugnummer 66 dragend speelde hij de volledige wedstrijd, die met 0–4 werd gewonnen. Het was Abella's enige wedstrijd dat seizoen. Vanaf de Apertura van de Liga MX 2013/14 is Abella een vaste waarde in het elftal van Santos. Op 27 juli 2013 maakte hij zijn debuut in de hoogste Mexicaanse competitie in een thuiswedstrijd tegen Cruz Azul (3–2 winst). Hij startte in de basis en gaf enkele minuten voor rust de assist op Oribe Peralta, die het derde doelpunt voor Santos maakte. In 2014 won hij met zijn club de Apertura van de Copa MX 2014/15 en in 2015 de Apertura van de Liga MX 2015/16. In 2020 werd Abella uitgeleend aan Atlas Guadalajara.

## Clubstatistieken
| Seizoen         | Club            | Competitie      | Competitie | Competitie | Beker | Beker | Internationaal | Internationaal | Totaal | Totaal |
| Seizoen         | Club            | Competitie      | Wed.       | Dlp.       | Wed.  | Dlp.  | Wed.           | Dlp.           | Wed.   | Dlp.   |
| --------------- | --------------- | --------------- | ---------- | ---------- | ----- | ----- | -------------- | -------------- | ------ | ------ |
| 2012/13         | Santos Laguna   | Liga MX         | 0          | 0          | 0     | 0     | 1              | 0              | 1      | 0      |
| 2013/14         | Santos Laguna   | Liga MX         | 40         | 2          | 4     | 0     | 7              | 1              | 51     | 3      |
| 2014/15         | Santos Laguna   | Liga MX         | 40         | 0          | 9     | 0     | 0              | 0              | 49     | 0      |
| 2015/16         | Santos Laguna   | Liga MX         | 25         | 1          | 0     | 0     | 8              | 0              | 33     | 1      |
| Club totaal     | Club totaal     | Club totaal     | 105        | 3          | 13    | 0     | 16             | 1              | 134    | 4      |
| Carrière totaal | Carrière totaal | Carrière totaal | 105        | 3          | 13    | 0     | 20             | 1              | 138    | 4      |

Bijgewerkt op 22 april 2016.
1 Hernández ·
2 Nervo ·
3 González ·
4 Abella ·
5 Santamaría · 
6 Zaldívar ·
7 Malcorra ·
8 Ibarra ·
11 Correa ·
12 Hernández · 
13 Aguirre · 
16 Reyes · 
15 Barbosa · 
17 Garnica · 
18 Robles ·
19 Ortega · 
20 Torres ·
21 Ramírez ·
22 Escobar ·
23 Gómez ·
24 Vázquez ·
25 Ávila ·
26 Rocha ·
27 Angulo ·
28 Trejo ·
30 Fraga ·
31 Gaspar ·
32 Villamarín ·
33 Quiñónez ·
Coach: Cocca